# Xã West, Quận Columbiana, Ohio
Xã West (tiếng Anh: West Township) là một xã thuộc quận Columbiana, tiểu bang Ohio, Hoa Kỳ. Năm 2010, dân số của xã này là 3.307 người.